# Rivière Mărăuș
 (décembre 2014).
Si vous disposez d'ouvrages ou d'articles de référence ou si vous connaissez des sites web de qualité traitant du thème abordé ici, merci de compléter l'article en donnant les références utiles à sa vérifiabilité et en les liant à la section « Notes et références ».
 (décembre 2014).
La rivière Mărăuș (en roumain: Râul Mărăuș) est une rivière de Roumanie, située dans le județ d'Arad, près de la commune de Craiva. C'est un affluent du Sartiș.